# Isaac Perrins
Isaac Perrins est un boxeur anglais combattant à mains nues né en 1751 et mort le 6 janvier 1801 à Manchester.

## Carrière
Réputé pour posséder une puissance hors normes mais des façons d'agir discutables, cet athlète devient célèbre lors de son combat perdu face au champion champion d'Angleterre des poids lourds Tom Johnson en 1789, une sorte de nouveau Hercule contre Goliath qui enthousiasma les Anglais en cette fin de XVIIIe siècle.

## Référence
1. ↑  (en) Biographie de Tom Johnson (ibhof.com)